# Ute Kittelberger
Ute Kittelberger, Ehename Ute Hensel (* 7. Oktober 1958 in Ludwigshafen; † 4. September 2021 in Wachenheim an der Weinstraße), war eine deutsche Schauspielerin und Model sowie ein Teenager-Star aus den 1970er-Jahren.
Als 15-Jährige wurde Kittelberger das BRAVO-Girl des Jahres 1973 und zwei Monate später zur International Teen Princess gewählt.
In den Jahren 1973 bis 1975 spielte sie in vier Spielfilmen mit, darunter in Zwei im siebenten Himmel an der Seite von Bernd Clüver, mit dem sie später verheiratet war, sowie in den Ludwig-Ganghofer-Verfilmungen Schloß Hubertus (1973) und Der Edelweißkönig (1975). In den Jahren 1974 und 1975 wurde Kittelberger mit dem goldenen sowie 1976 mit dem silbernen Bravo Otto in der Kategorie „Filmstars weiblich“ ausgezeichnet.

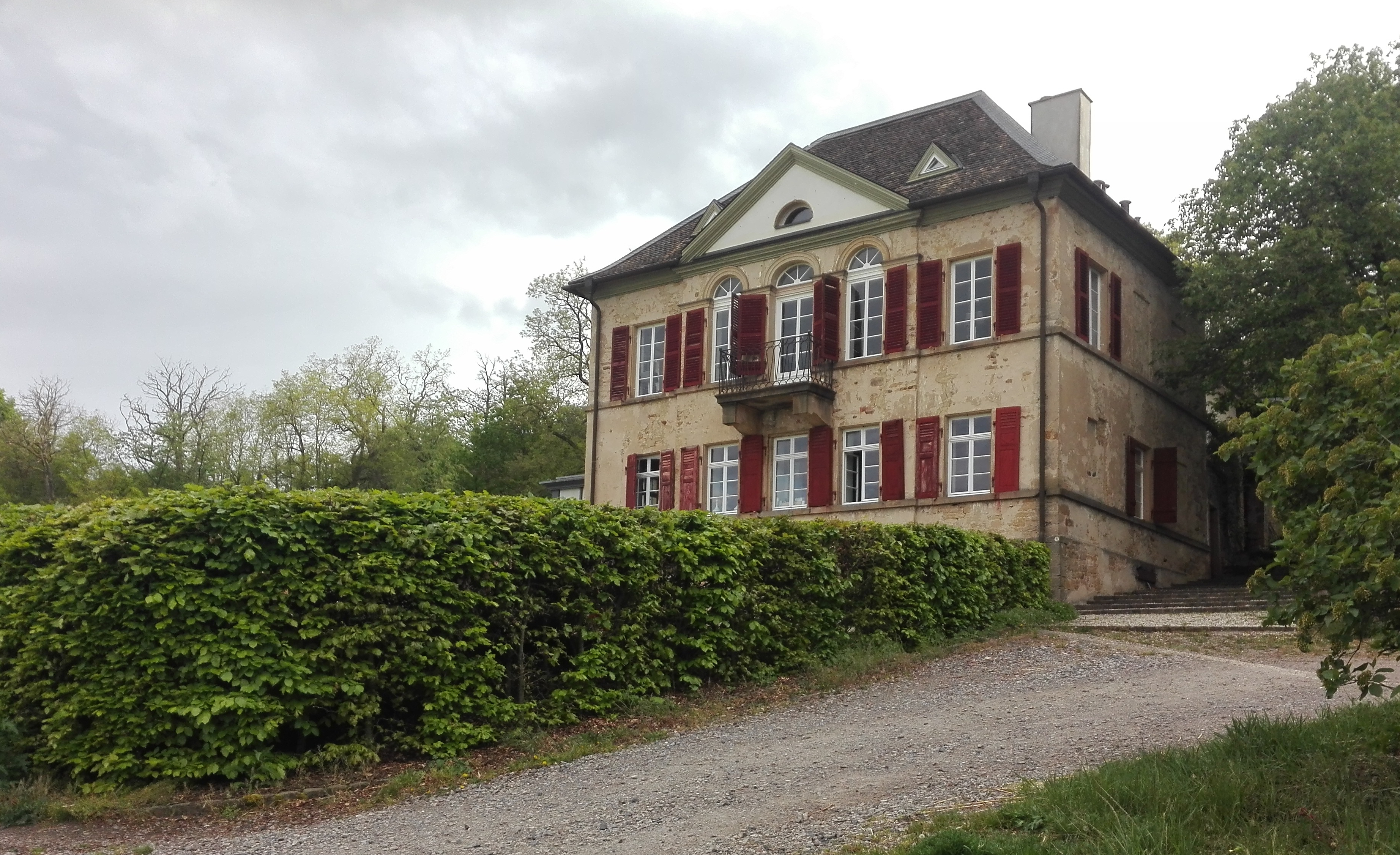
Weingut Odinsthal, Wohnsitz von Ute Hensel, geborene Kittelberger

Nach der Scheidung von Clüver war sie Partnerin des Formel-1-Fahrers Elio de Angelis, der am 15. Mai 1986 auf der südfranzösischen Rennstrecke Circuit Paul Ricard bei Testfahrten durch einen Unfall ums Leben kam. 1988 heiratete sie den Weingutinhaber Thomas Hensel. Aus der Ehe gingen drei Kinder hervor. Ute Kittelberger lebte bis zu ihrem plötzlichen Herztod im Alter von 62 Jahren im September 2021 mit ihrer Familie auf dem Weingut Odinstal in Wachenheim an der Weinstraße.

## Filmografie
- 1973: Schloß Hubertus
- 1973: Wenn jeder Tag ein Sonntag wär
- 1974: Zwei im siebenten Himmel
- 1975: Der Edelweißkönig